# Чорна Маруся

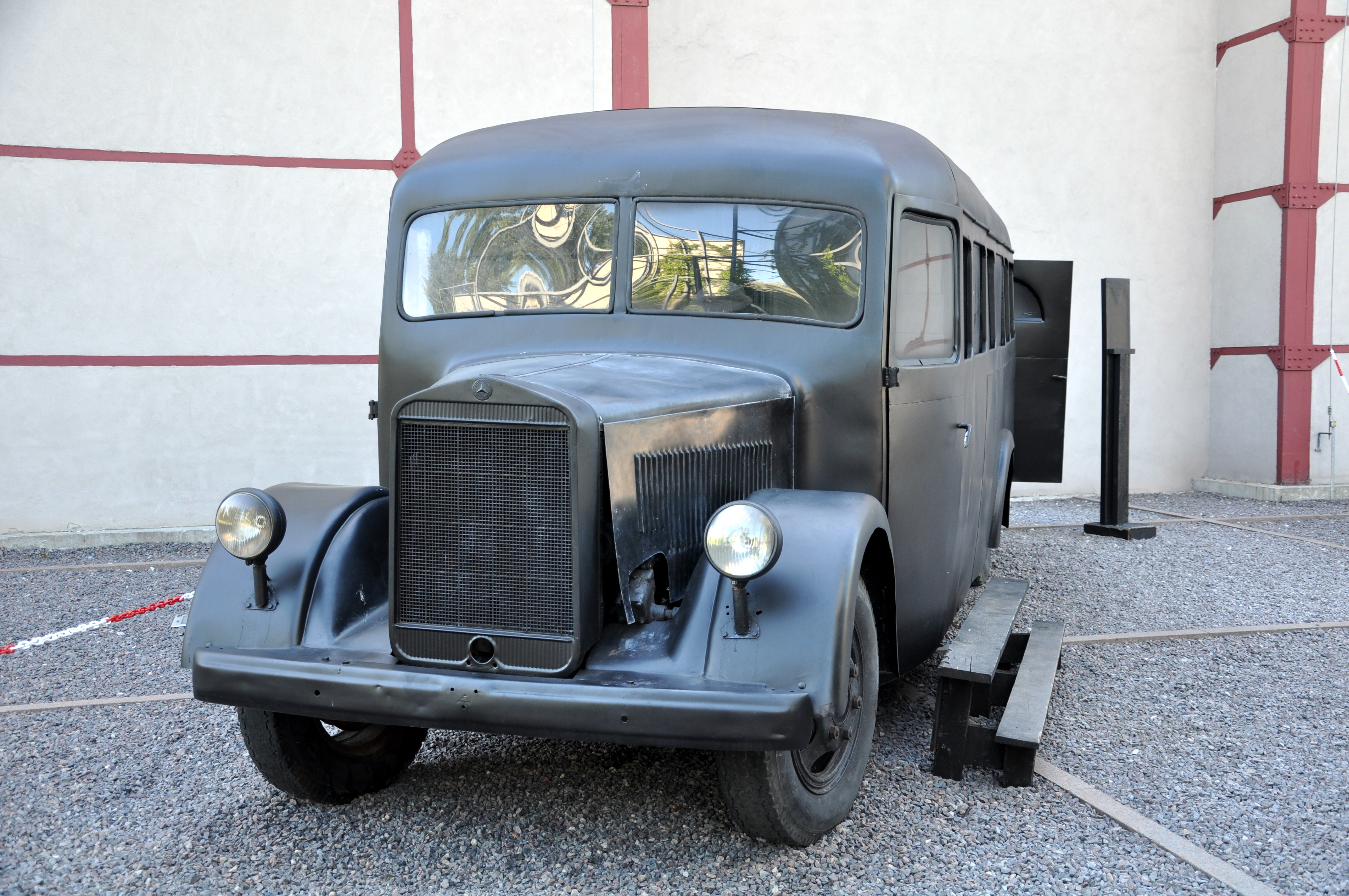
Реконструкція "чорного воронка", що взяла участь у зйомках польського фільму Катинь.

Чорна Маруся («чорний воронок») — розмовна, загальновживана назва радянської тюремної санітарної машини для перевезення заарештованих, що має вигляд чорного автобуса, розділеного на одномісні клітини. Посередині був вузький коридор, обабіч якого були численні вузькі двері. Окремі камери були неосвітлені й такі тісні, що в них ледве міг поміститися згорблений чоловік. Вікна були зафарбовані, щоб в'язні нічого не бачили, вхід був ззаду.
Тюремні автобуси такого типу, які використовувалися під час сталінізму і викликали страх серед мешканців СРСР, були використані в 1940 році НКВД для перевезення польських військовополонених, жертв Катинської різанини, з залізничної станції Гньоздово до Катинь, де проводилися страти. Подорож таким автобусом описано, серед іншого Станіславом Свяневичем, в книзі «У тіні Катині». Термін «чорний воронок» використовується в польських публікаціях про Катинський розстріл, зокрема: у звіті «Катинський злочин у світлі документів» та книзі Юзефа Мацкевича «Katyń. Злочин без суду й кари».  
Досить часто з’являється як «Чорний воронок» у романі польського письменника Сергія Пясецького «Ніхто не дасть нам порятунку» — третій частині т. зв. «Трилогія злодіїв». Вислів «чорна Маруся» зустрічається серед іншого у поемі «Реквієм» Анни Ахматової.